# Gran Premio motociclistico di Germania 1966
Il Gran Premio motociclistico di Germania fu il secondo appuntamento del motomondiale 1966.
Si svolse il 22 maggio 1966 presso l'Hockenheimring alla presenza di quasi 100.000 persone, e corsero tutte le classi.
Le gare delle moto sciolte furono dominate dalle Case giapponesi, in particolare dalla Honda, che vinse le gare di 125, 250, 350 e 500: nella classe regina Jim Redman portò alla vittoria la debuttante RC181 4 cilindri (prima vittoria di una moto giapponese in 500), con Giacomo Agostini secondo; in 350 la vittoria fu di Mike Hailwood, con Agostini ritirato e Tarquinio Provini secondo con la Benelli. Nella gara della 250 vinse ancora Hailwood davanti a Redman, mentre nella ottavo di litro la vittoria fu di Luigi Taveri sul compagno di Marca Ralph Bryans.
Uniche classi a sottrarsi al dominio Honda furono 50 e sidecar: nella minima cilindrata la vittoria fu della Suzuki di Hans-Georg Anscheidt, mentre tra i "tre ruote" vinse lo svizzero, campione uscente della categoria, Fritz Scheidegger. Ritirato Helmut Fath, al ritorno nelle corse dopo cinque anni.

## Classe 500

### Arrivati al traguardo
| Pos. | Pilota           | Moto      | Tempo        | Punti |
| ---- | ---------------- | --------- | ------------ | ----- |
| 1    | Jim Redman       | Honda     | 1h 04' 00" 8 | 8     |
| 2    | Giacomo Agostini | MV Agusta | +26" 1       | 6     |
| 3    | Gyula Marsovszky | Matchless | +2 giri      | 4     |
| 4    | Stuart Graham    | Matchless | +2 giri      | 3     |
| 5    | Lewis Young      | Matchless | +2 giri      | 2     |
| 6    | Eduard Lenz      | Matchless | +2 giri      | 1     |
| 7    | Dan Shorey       | Norton    |              |       |
| 8    | Jack Ahearn      | Norton    |              |       |
| 9    | Billie Nelson    | Norton    |              |       |
| 10   | Walter Scheimann | Norton    |              |       |
| 11   | Jack Findlay     | Matchless |              |       |

### Ritirati
| Pilota             | Moto      | Motivo ritiro |
| ------------------ | --------- | ------------- |
| Kel Carruthers     | Norton    |               |
| Fred Stevens       | Paton     |               |
| Gustav Havel       | Jawa-ČZ   |               |
| John Cooper        | Norton    |               |
| Roger Beaumont     | Norton    |               |
| Hans-Otto Butenuth | BMW       |               |
| Helmut Morgenstern | Norton    |               |
| Derek Minter       | Seeley    |               |
| Ian Burne          | Norton    |               |
| John Dodds         | Norton    |               |
| Fritjof Eccarius   | Matchless |               |
| Len Atlee          | Norton    |               |
| Hartmut Allner     | BMW       |               |
| Karl Hoppe         | Matchless |               |
| Chris Conn         | Norton    |               |
| Rudolf Thalhammer  | Seeley    |               |

## Classe 350

### Arrivati al traguardo
| Pos. | Pilota            | Moto    | Tempo     | Punti |
| ---- | ----------------- | ------- | --------- | ----- |
| 1    | Mike Hailwood     | Honda   | 54' 01" 8 | 8     |
| 2    | Tarquinio Provini | Benelli |           | 6     |
| 3    | Bruce Beale       | Honda   |           | 4     |
| 4    | Silvio Grassetti  | Bianchi |           | 3     |
| 5    | Gustav Havel      | Jawa    |           | 2     |
| 6    | František Boček   | ČZ      |           | 1     |

## Classe 250

### Arrivati al traguardo
| Pos. | Pilota            | Moto   | Tempo     | Punti |
| ---- | ----------------- | ------ | --------- | ----- |
| 1    | Mike Hailwood     | Honda  | 53' 05" 7 | 8     |
| 2    | Jim Redman        | Honda  | +0" 4     | 6     |
| 3    | Bill Ivy          | Yamaha | +17"      | 4     |
| 4    | Derek Woodman     | MZ     |           | 3     |
| 5    | František Šťastný | Jawa   |           | 2     |
| 6    | Günter Beer       | Honda  |           | 1     |

## Classe 125

### Arrivati al traguardo
| Pos. | Pilota               | Moto   | Tempo     | Punti |
| ---- | -------------------- | ------ | --------- | ----- |
| 1    | Luigi Taveri         | Honda  | 42' 28" 4 | 8     |
| 2    | Ralph Bryans         | Honda  | +12" 3    | 6     |
| 3    | Phil Read            | Yamaha | +24" 7    | 4     |
| 4    | Frank Perris         | Suzuki |           | 3     |
| 5    | Hans-Georg Anscheidt | Suzuki |           | 2     |
| 6    | Herbert Mann         | MZ     |           | 1     |

## Classe 50

### Arrivati al traguardo
| Pos. | Pilota               | Moto     | Tempo     | Punti |
| ---- | -------------------- | -------- | --------- | ----- |
| 1    | Hans-Georg Anscheidt | Suzuki   | 42' 02" 2 | 8     |
| 2    | Ralph Bryans         | Honda    | +34" 3    | 6     |
| 3    | Hugh Anderson        | Suzuki   | +38" 8    | 4     |
| 4    | Luigi Taveri         | Honda    |           | 3     |
| 5    | Oswald Dittrich      | Kreidler |           | 2     |
| 6    | Cees van Dongen      | Kreidler |           | 1     |

## Classe sidecar
Per le motocarrozzette si trattò della 90ª prova dall'istituzione della classe nel 1949 e la prima presenza stagionale; la gara si svolse su 15 giri, per un totale di 101,520 km
Il giro più veloce fu di Fritz Scheidegger/John Robinson su BMW.

### Arrivati al traguardo
| Pos | Pilota                | Passeggero     | Moto | Tempo     | Punti |
| --- | --------------------- | -------------- | ---- | --------- | ----- |
| 1   | Fritz Scheidegger     | John Robinson  | BMW  | 39' 08" 2 | 8     |
| 2   | Max Deubel            | Emil Hörner    | BMW  | +21" 9    | 6     |
| 3   | Colin Seeley          | Wally Rawlings | BMW  | +32" 7    | 4     |
| 4   | Georg Auerbacher      | Eduard Dein    | BMW  |           | 3     |
| 5   | Chris Vincent         | Graham Steward | BMW  |           | 2     |
| 6   | Heinz Luthringshauser | Hermann Hahn   | BMW  |           | 1     |

## Fonti e bibliografia
- Corriere dello Sport, 23 maggio 1966, pag. 12.
- Risultati della 500 su autosport.com, su autosport.com.